# Sant Julià d'Argentona
Sant Julià d'Argentona és una església gòtica d'Argentona (Maresme) inclosa a l'Inventari del Patrimoni Arquitectònic de Catalunya.

## Descripció
És una església de planta de creu llatina, nau central i dues laterals i claus de volta esculpides. La façana està feta de pedra de Montjuïc. La portada és decorada per una bella rosassa i la flanqueja el campanar, quadrat i emmerletat, amb un rellotge. A la façana hi ha dos sarcòfags procedents de Sant Pere de Clarà. És un bell exemple del gòtic tardà. Actualment a l'altar major hi ha uns tapissos de la primera època de Grau-Garriga, de tema eucarístic. Conté uns merlets i diversos elements decoratius que estan essent restaurats seguint l'estil del campanar.

## Història

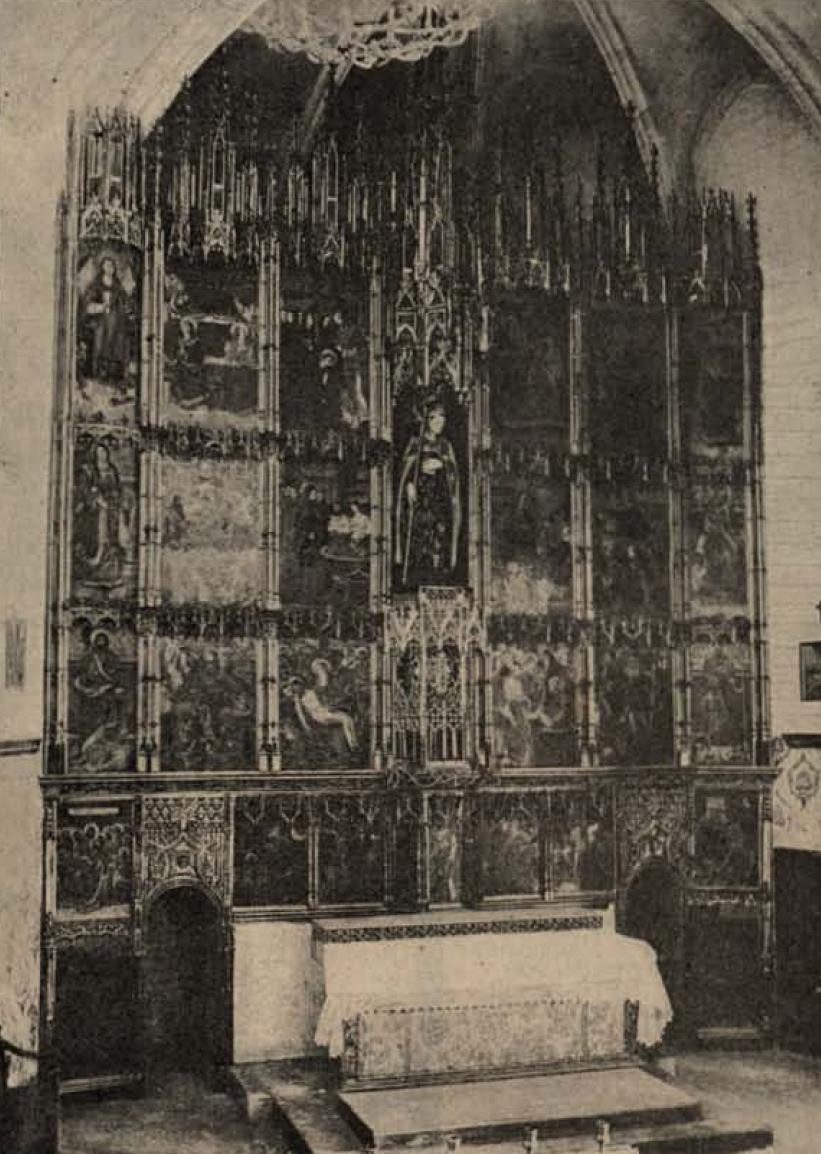
Antic retaule

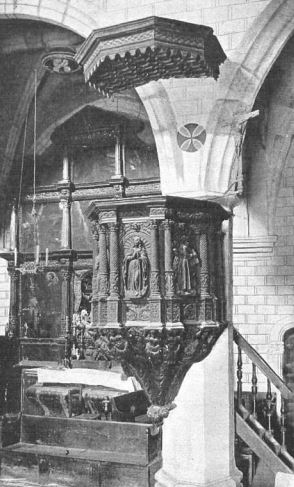
Antiga trona

El terme de Sant Julià està documentat des de 981, en una venda de terres a la Marítima, al terme de la vil·la de Purpurlas (Parpers). L'església és documentada des del 1023 i consta com a parròquia des del 1068. Al segle xvi el creixement de la població degué ser important, ja que se substituí la primitiva església parroquial de Sant Julià per l'edifici que encara es manté, bastit als anys 1515-1539. Fou bastida pels mestres de cases Miquel Canut, gironí, i el francès Perris Absolut, sota la iniciativa del famós ardiaca barceloní Lluís Desplà, aleshores rector d'Argentona. Fou restaurada el 1897 per Puig i Cadafalch. L'important retaule gòtic de Nicolau de Credença, notable pintor napolità, fet amb Antoni Rupit i Jaume Forner, la magnífica trona renaixentista i el Retaule del Roser foren destruïts l'any 1936.